# Al-Anon
Al-Anon er en brugerstyret og ikke-kommerciel selvhjælpsgruppe for familie, venner og andre pårørende til alkoholikere og alkoholmisbrugere. Gruppen findes over hele den vestlige verden., og formålet er, at pårørende til alkoholikere og alkoholmisbrugere kan støtte hinanden gensidigt. Alateen er en særlig undergruppe af Al-Anon for teenagere.

## Grundlag og ide
Al-Anonyme bygger på de tolv-trins-programmer, der oprindeligt blev udviklet af Anonyme Alkoholikere (AA). Grundlaget er således en række filosofiske og spirituelle behandlingsprincipper, der ikke er knyttet til nogen religion eller politisk ideologi. Grundtanken er, at påvirkningerne fra en anden persons alkoholmisbrug kan håndteres gennem et handlingsprogram med tolv trin. Mange nye medlemmer er dog mest interesserede i at høre fra andre, der har lignende erfaringer som dem selv med alkoholmisbrugere.

## Historie
Al-Anon blev grundlagt i USA i 1951, og grundtanken var, at pårørende til alkoholmisbrugere selv var traumatiserede og havde lige så meget brug for hjælp og støtte som alkoholikere.. Gruppen voksede ud af miljøet omkring Anonyme Alkoholikere. I dag findes gruppen i hele den vestlige verden.

## I Danmark
Al-Anonyme og Alateen findes også i Danmark. Der afholdes møder over det meste af landet, og der kræves ikke noget formelt medlemskab for at deltage, ligesom man kan være anonym til møderne..